# Itzgrund

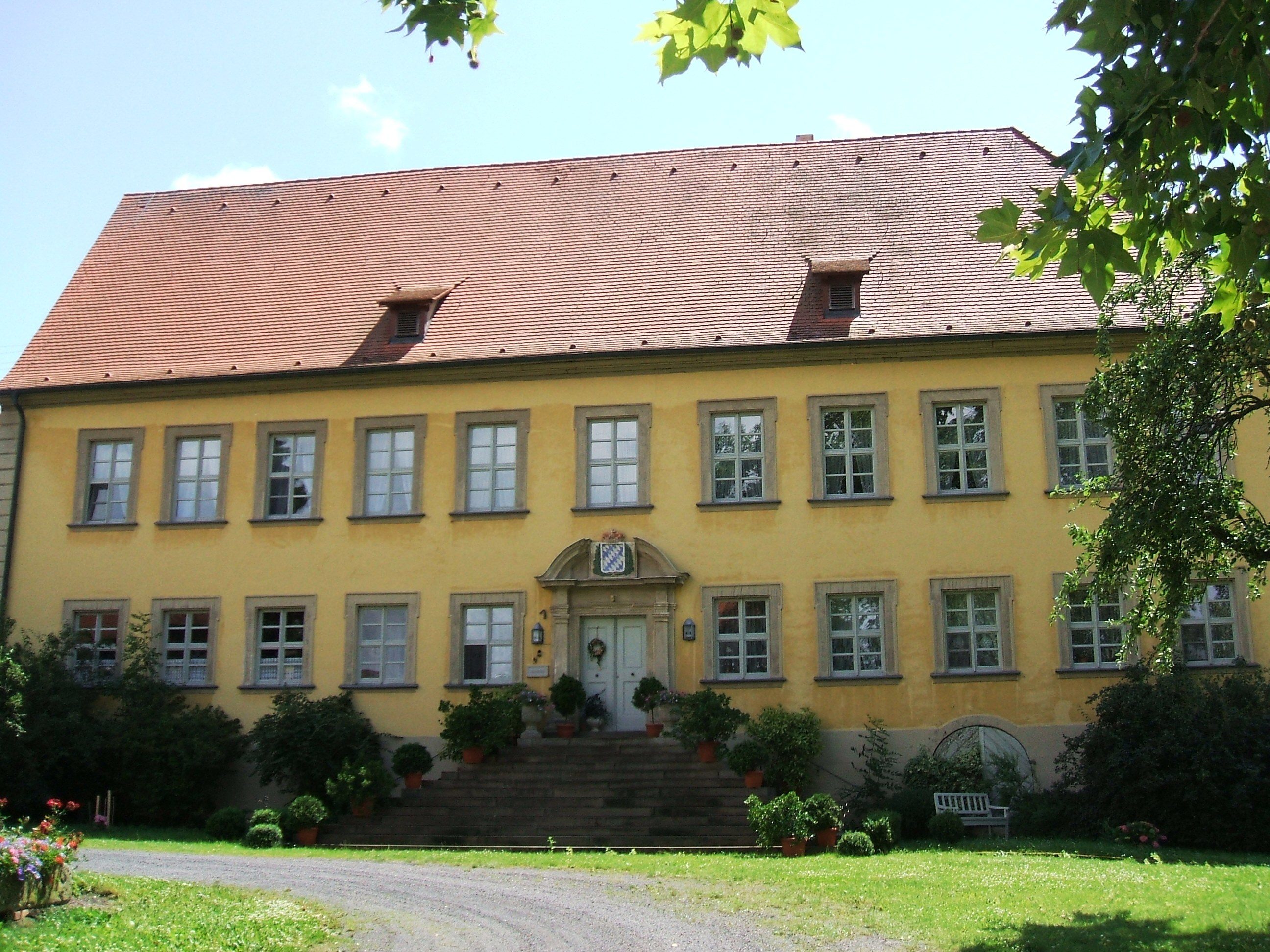
Schloss in Lahm

Itzgrund ist eine Gemeinde im oberfränkischen Landkreis Coburg. Sitz der Gemeindeverwaltung ist Kaltenbrunn.

## Geografie

### Geografische Lage
Die Gemeinde liegt im Mittleren Itzgrund an der Bundesstraße 4 zwischen Coburg und Bamberg in einer abwechslungsreichen Landschaft, links und rechts des Flusses Itz.

### Nachbargemeinden
Die Gemeinde grenzt (von Nordwesten beginnend im Uhrzeigersinn) an die Stadt Seßlach, die Gemeinde Großheirath (beide Landkreis Coburg), die Stadt Bad Staffelstein, den Markt Ebensfeld (beide Landkreis Lichtenfels), den Markt Rattelsdorf (Landkreis Bamberg) und die Gemeinde Untermerzbach (Landkreis Haßberge, Unterfranken).

### Gemeindegliederung
Die Gemeinde hat 15 Gemeindeteile auf 6 Gemarkungen:
- Gemarkung Gleußen: Gleußen, Lohhof, Schleifenhan
- Gemarkung Kaltenbrunn: Kaltenbrunn
- Gemarkung Herreth: Herreth, Merkendorf
- Gemarkung Lahm: Kaltenherberg, Lahm, Pülsdorf
- Gemarkung Schottenstein: Bodelstadt, Schenkenau, Schottenstein
- Gemarkung Welsberg: Büdenhof, Sorghof, Welsberg

## Geschichte

### Gemeindeentwicklung
Im Rahmen der Gebietsreform in Bayern entstand die Gemeinde Itzgrund am 1. Mai 1978 aus den Gemeinden Gleußen, Kaltenbrunn i.Itzgrund (mit dem am 1. Juli 1972 eingegliederten Herreth, bis 1863 „Kleinhereth“), Lahm i.Itzgrund, Schottenstein und Welsberg, die bis zum 30. Juni 1972 dem Landkreis Staffelstein angehört hatten.
Bis zum 1. Januar 1980 war die Gemeinde Mitglied der Verwaltungsgemeinschaft Untersiemau.

### Religionen
Die evangelischen Christen in der Gemeinde verteilen sich auf die evangelisch-lutherischen Kirchengemeinden Lahm, Gleußen, Schottenstein und Bad Staffelstein mit Herreth des Dekanates Michelau der Evangelisch-Lutherischen Kirche in Bayern. Die Katholiken gehören zu den Pfarreien Altenbanz des Dekanates Lichtenfels bzw. Kaltenbrunn und Seßlach des Dekanates Coburg in der Erzdiözese Bamberg.

### Einwohnerentwicklung
Im Zeitraum von 1988 bis 2018 wuchs die Gemeinde von 1854 auf 2308 um 454 Einwohner bzw. um 24,5 %.
| Jahr      | 1840 | 1871 | 1900 | 1925 | 1939 | 1950 | 1961 | 1970 | 1987 | 1991 | 1995 | 2005 | 2010 | 2015 |
| --------- | ---- | ---- | ---- | ---- | ---- | ---- | ---- | ---- | ---- | ---- | ---- | ---- | ---- | ---- |
| Einwohner | 1968 | 2079 | 1914 | 1860 | 1723 | 2635 | 1941 | 1866 | 1825 | 1946 | 2047 | 2317 | 2303 | 2286 |

## Politik

### Gemeinderat
Die Kommunalwahl 2020 führte zu folgender Sitzverteilung im Gemeinderat (Vergleich zur Wahl 2014)
- CSU/Landvolk 4 Sitze (±0)
- SPD 3 Sitze (−2)
- Freie Wählergruppe Itzgrund 4 Sitze (−1)
- Kommunale Unabhängige Liste Itzgrund 3 Sitze (+3)

### Bürgermeister
Bürgermeister war von 1996 bis zu seinem Ausscheiden 2020 Werner Thomas (SPD). Ihm folgte am 1. Mai 2020 Nina Liebermann (CSU).

### Wappen
| Wappen von Itzgrund | Blasonierung: „Unter von Rot und Silber im Spitzenschnitt geviertem Schildhaupt in Gold ein schwarzgekrönter und -bewehrter roter Basilisk mit aufwärts gedrehtem Pfeilschwanz, der seine linke Kralle auf einen von Silber und Rot gevierten Schild stützt“ |
| Wappen von Itzgrund | Wappenbegründung: Die Gemeinde Itzgrund besteht seit 1978 aus den ehemals selbstständigen Gemeinden Lahm, Kaltenbrunn, Gleußen, Schottenstein, Welsberg und Herreth. Die Suche nach einem gemeinsamen Namen gestaltete sich schwierig. Lahm und Kaltenbrunn führten bereits den Zusatz im Itzgrund im Gemeindenamen. Aus diesem Grund fand der Ortsname Itzgrund die meiste Zustimmung. Der Basilisk ist aus dem Wappen von Kloster Banz entnommen, das ein bedeutender Grundherr und Herrschaftsinhaber im Gemeindegebiet war. Stellvertretend für die vielen Adelsfamilien, die im Gemeindegebiet bezeugt sind, stehen Elemente aus zwei Familienwappen im Gemeindewappen: Der von Rot und Silber im Zickzackschnitt gevierte Schild ist das Wappen der Herren von Lichtenstein. Das Wappen der Schott von Schottenstein war geviert von Silber und Rot. Dieses Wappen wird seit 1985 geführt. |

## Kultur und Sehenswürdigkeiten

### Baudenkmäler
- Gemeindeteil Gleußen: Alte Posthalterei von 1603, klassizistische evangelisch-lutherische Pfarrkirche
- Gemeindeteil Herreth: Evangelische Jakobuskirche von 1694
- Gemeindeteil Kaltenbrunn: Katholische Pfarrkirche St. Wolfgang von 1748/49 mit Rokokoausstattung
- Gemeindeteil Lahm: Ensemble mit Barockschloss der Freiherren von Lichtenstein (um 1710), Schlosskirche Hl. Dreieinigkeit mit Herbst-Orgel von 1732, ehemaligen Wirtschaftsgebäuden und Park mit Schlossweiher
- Gemeindeteil Schottenstein: Evangelische Pfarrkirche St. Pankratius von 1703

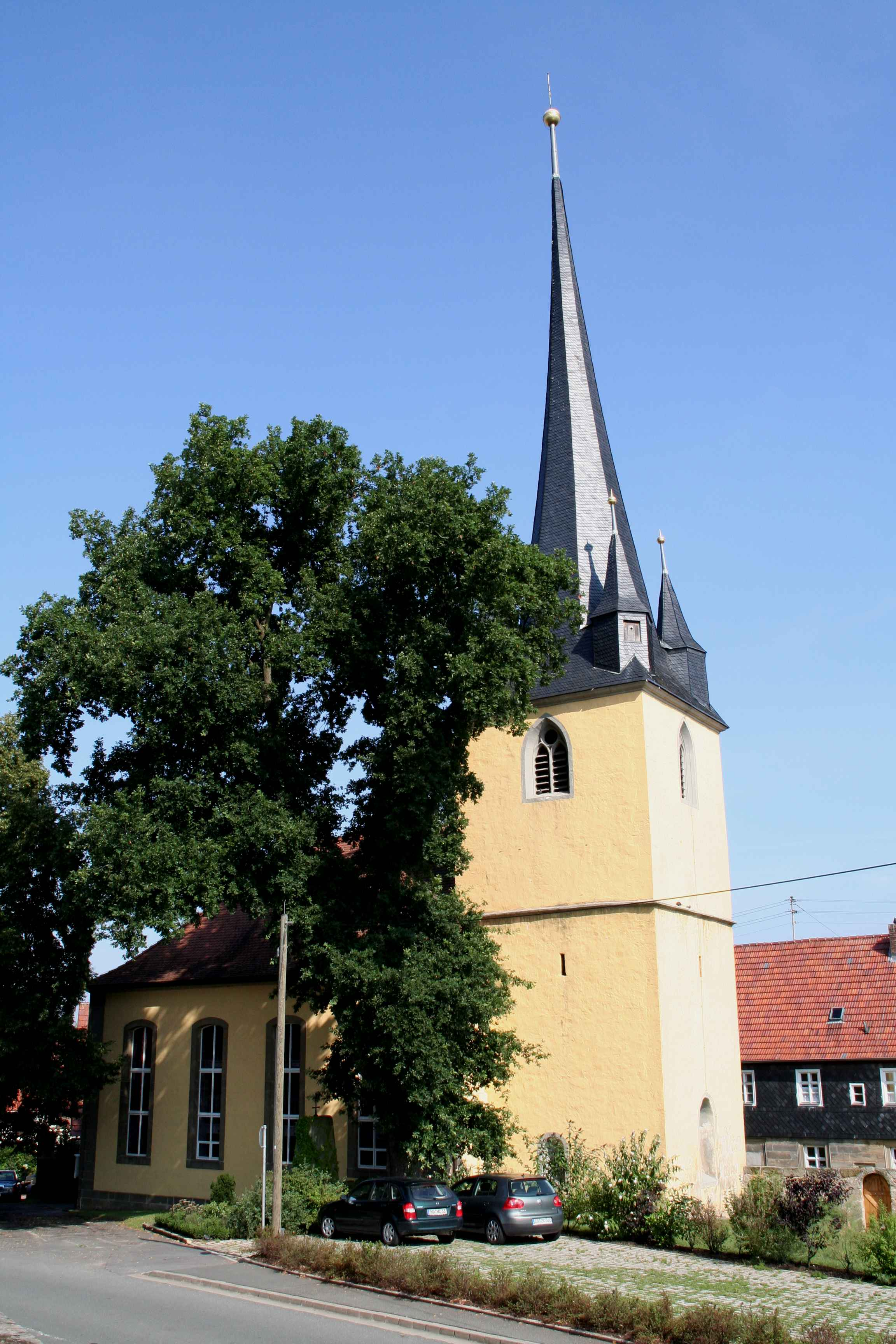
Evangelische Kirche in Gleußen
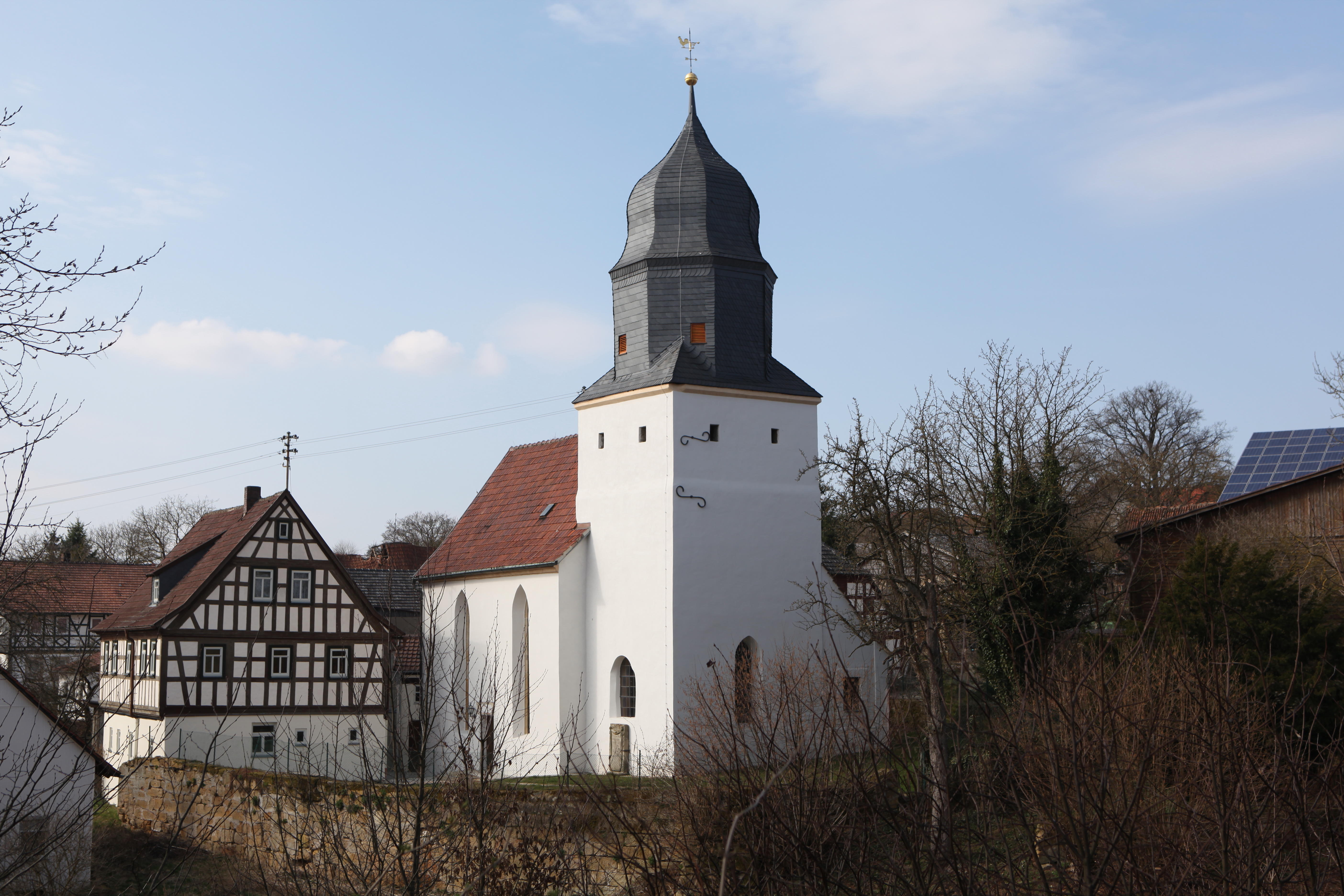
Evangelische Jakobuskirche in Herreth
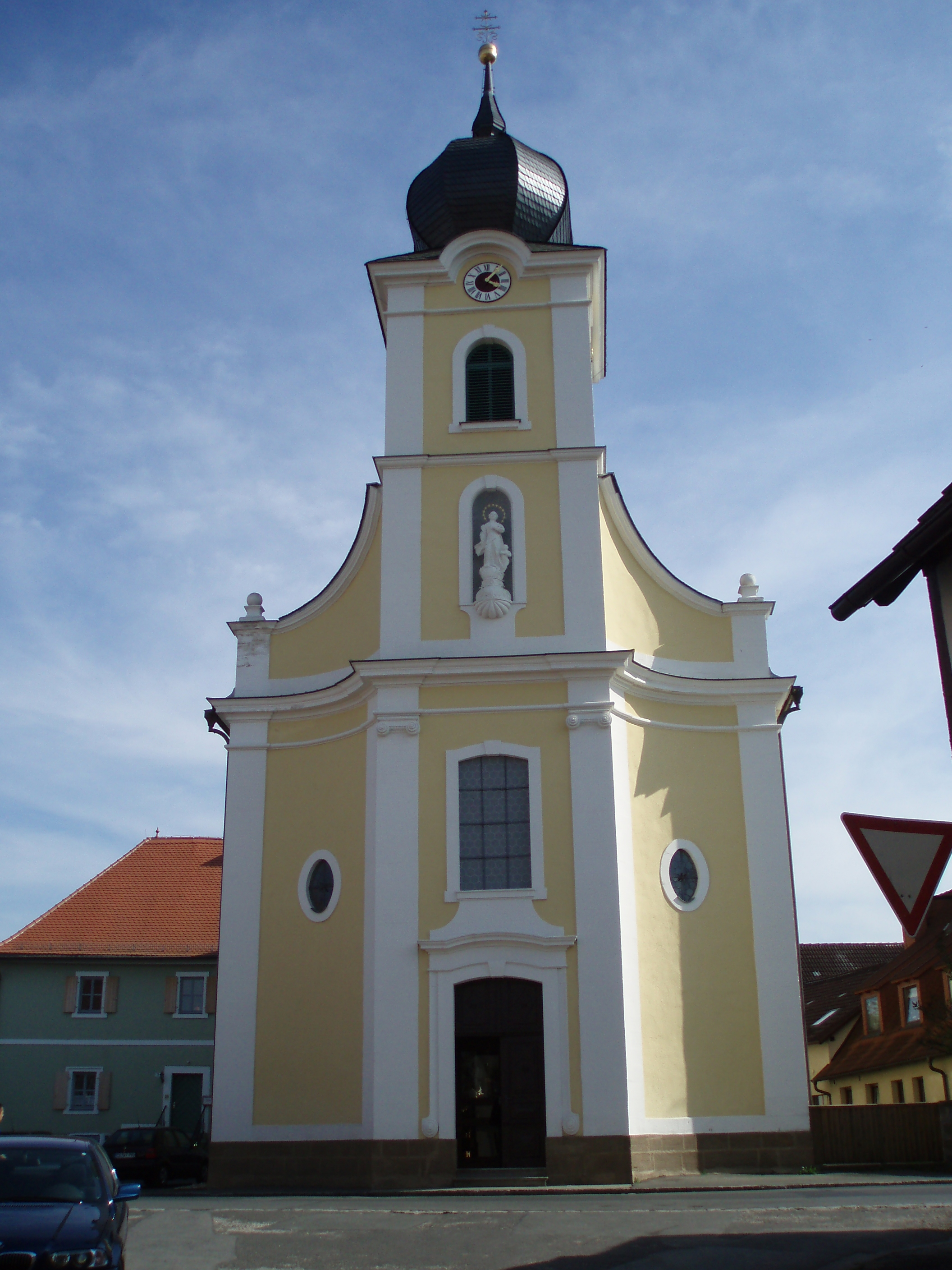
Katholische Kirche St. Wolfgang in Kaltenbrunn
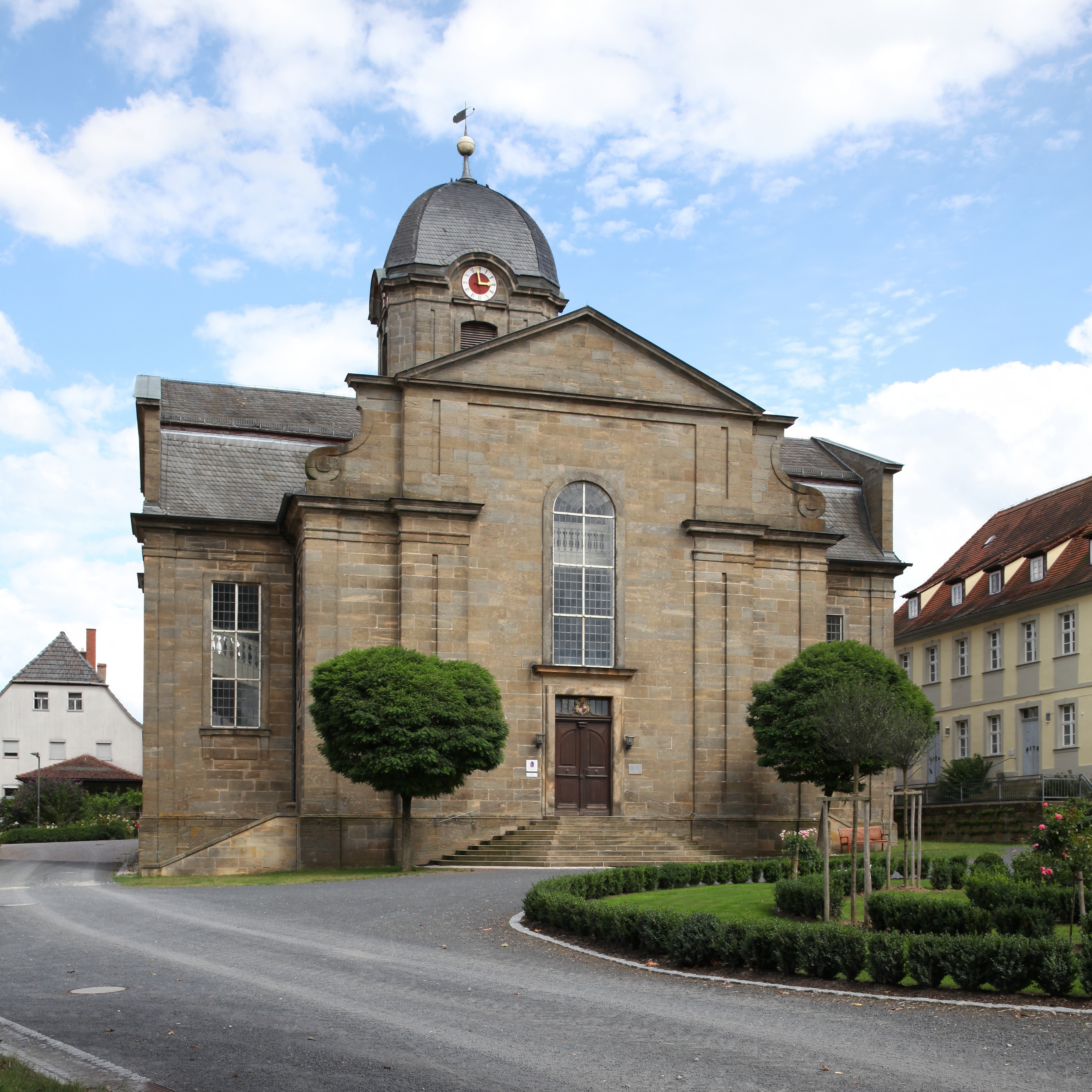
Evangelische Schlosskirche in Lahm
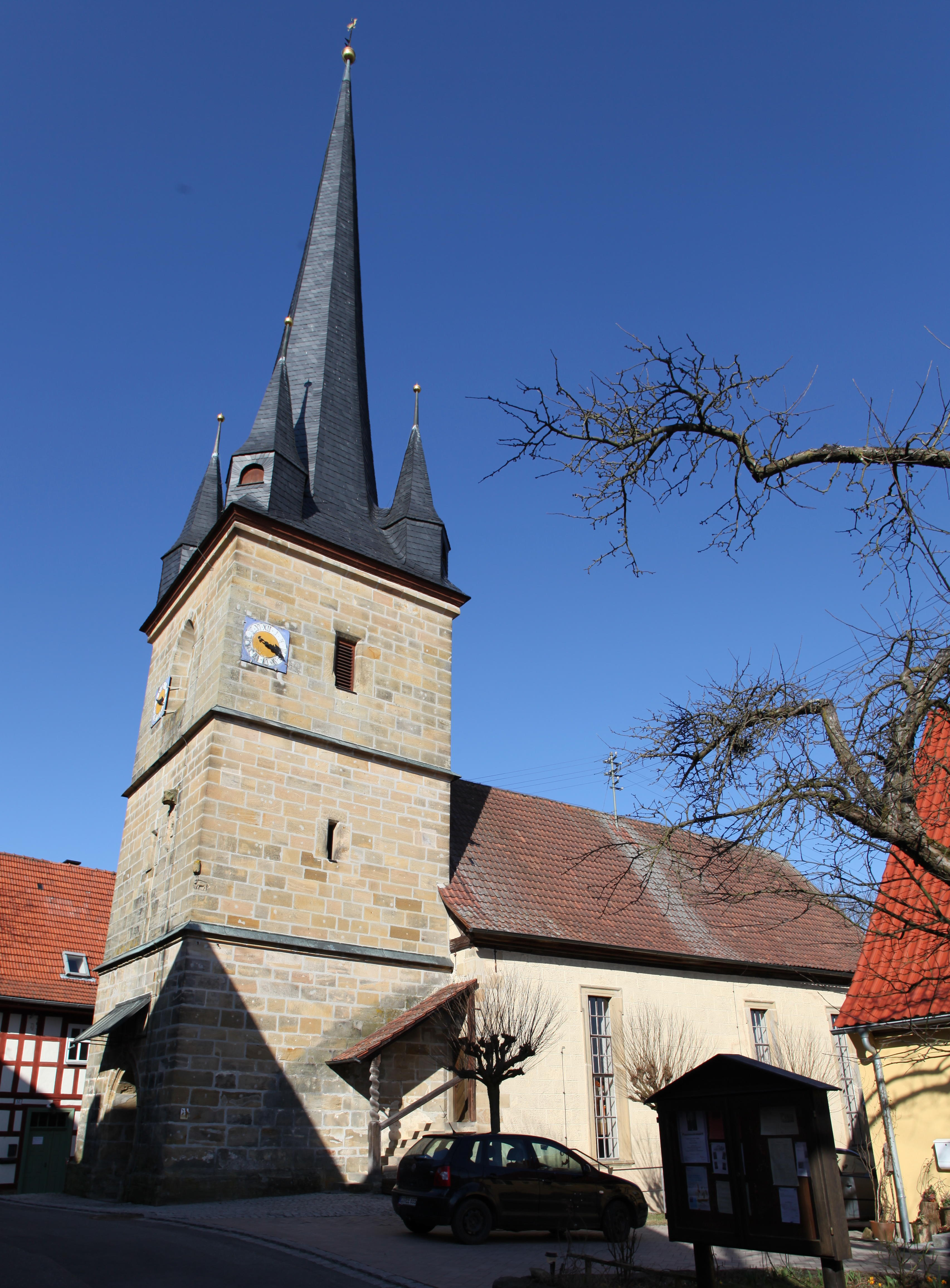
Evangelische Kirche in Schottenstein

### Bildung
Die Oskar-Schramm-Schule Itzgrund im Ortsteil Bodelstadt ist eine Grundschule.

## Söhne und Töchter des Ortes
- Hans Bohla (1891–1928), Politiker (Reichstagsabgeordneter) und Journalist, geboren im Ortsteil Herreth
- Fritz Dressel (1896–1933), Politiker (KPD), NS-Opfer
- Torsten Oehrl (* 1986), Fußballspieler

## Sonstiges
In Itzgrund wird der mainfränkische Dialekt Itzgründisch gesprochen. Die Dialektbezeichnung steht allerdings für ein viel größeres Sprachgebiet und ist wesentlich älter als die Gemeinde Itzgrund.